# Johann II. (Roucy)

Johanns überliefertes Wappen ist vermutlich dem des Hauses Coucy entliehen. Trotz der Rivalität zu diesem Haus war er auch mit diesem über seine Schwester verwandt, die mit einem Bruder Enguerrands III. verheiratet war.

Johann II. (frz.: Jean de Pierrepont; † 1251) war Graf von Roucy und Herr von Pierrepont aus dem Haus Pierrepont. Er war ein Sohn des Robert († vor 1209), Herr von Pierrepont und der Eustachie, Erbin der Grafschaft Roucy († 1221).
Über seine Mutter war Johann ein Abkömmling des alten Grafenhauses von Roucy, allerdings hatte zu Beginn des 13. Jahrhunderts der Gebietsnachbar Enguerrand III. de Coucy, der nur lose mit dem alten Grafenhaus verschwägert war, die Mutter aus ihrem Erbe verdrängt. In einer Urkunde seiner Mutter aus dem Jahr 1211 wurde Johann erstmals als Erbe von Roucy genannt. Seine erste bekannte Handlung als Graf datiert aus dem Jahr 1213, in der er gegenüber der Gräfin Blanka von Champagne den Lehnseid für Roucy und der Vizegrafschaft Mareuil, einem ligischen Lehen seiner Schwester, ablegte. Vermutlich kämpfte er 1214 für Frankreich in der Schlacht bei Bouvines. Während der Rebellion der Barone gegen die Regentin Blanka von Kastilien blieb Johann königstreu und konnte so 1227 seine Domäne um die Region Sissonne erweitern, die er dem rebellierenden Enguerrand III. de Coucy abgenommen hatte.
Im Jahr 1251 unterstützte er Karl von Anjou bei dessen Unternehmung im flämischen Erbfolgestreit, wurde dabei aber im Kampf getötet.
Johann war mindestens zweimal verheiratet. Zunächst mit Isabella von Dreux († nach 1242), Tochter des Grafen Robert II. von Dreux. Dann mit Maria von Dammartin († nach 1279), Tochter des Grafen Simon von Dammartin aus dem Haus Mello. Aus letzter Ehe ging der Erbsohn Johann III. hervor.